# Standard Elen
K. Standard Elen is een Belgische voetbalclub uit Elen. De club is aangesloten bij de KBVB met stamnummer 6047 en heeft geel en blauw als clubkleuren. Elen speelt al heel zijn bestaan in de provinciale reeksen. Tot het begin van de 21ste eeuw had de club een damesafdeling, die meer dan twee decennia in de nationale reeksen van het damesvoetbal speelde.

## Geschiedenis
De club werd opgericht in 1957 als Elen Standard en ging van start in de provinciale reeksen. De club zou er de rest van de eeuw blijven spelen.
In de jaren 1970 kwam ook een damesploeg in competitie: deze stootte door tot op het hoogste niveau. In het begin van de 21ste eeuw verdween de damesploeg echter. Bij het 50-jarig bestaan werd de club koninklijk en de naam werd Koninklijk Standard Elen.

## Resultaten
| Seizoen | Klasse | Klasse | Klasse | Klasse | Klasse | Klasse | Klasse | Klasse | Klasse | Reeks                                                    | Punten                                                   | Opmerkingen |
|         | I      | I      | II     | III    | IV     | P.I    | P.II   | P.III  | P.IV   | Vanaf 1952/53 zijn er 4 nationale niveaus                | Vanaf 1952/53 zijn er 4 nationale niveaus                | Vanaf 1952/53 zijn er 4 nationale niveaus |
| ------- | ------ | ------ | ------ | ------ | ------ | ------ | ------ | ------ | ------ | -------------------------------------------------------- | -------------------------------------------------------- | --- |
| 2004/05 |        |        |        |        |        |        |        | 5      |        | Derde Prov. Limb. B                                      | 53                                                       | |
| 2005/06 |        |        |        |        |        |        |        | 1      |        | Derde Prov. Limb. C                                      | 67                                                       | |
| 2006/07 |        |        |        |        |        |        | 8      |        |        | Tweede Prov. Limb. C                                     | 42                                                       | |
| 2007/08 |        |        |        |        |        |        | 16     |        |        | Tweede Prov. Limb. A                                     | 19                                                       | |
| 2008/09 |        |        |        |        |        |        |        | 2      |        | Derde Prov. Limb. B                                      | 61                                                       | |
| 2009/10 |        |        |        |        |        |        | 9      |        |        | Tweede Prov. Limb. A                                     | 45                                                       | |
| 2010/11 |        |        |        |        |        |        | 8      |        |        | Tweede Prov. Limb. A                                     | 42                                                       | |
| 2011/12 |        |        |        |        |        |        | 4      |        |        | Tweede Prov. Limb. A                                     | 53                                                       | Gewonnen in de eindronde van KDH Jeuk (5-3 in tot.), opnieuw gewonnen van VV Brustem Centrum (2-1 in tot.) om vervolgens te verliezen van SK Moelingen-Voeren (4-2 in tot.) |
| 2012/13 |        |        |        |        |        |        | 7      |        |        | Tweede Prov. Limb. A                                     | 42                                                       | |
| 2013/14 |        |        |        |        |        |        | 7      |        |        | Tweede Prov. Limb. A                                     | 45                                                       | |
| 2014/15 |        |        |        |        |        |        | 10     |        |        | Tweede Prov. Limb. A                                     | 40                                                       | |
| 2015/16 |        |        |        |        |        |        | 5      |        |        | Tweede Prov. Limb. A                                     | 49                                                       | Verloren in eerste ronde van eindronde tegen KEWS Schoonbeek-Beverst (5-6 in tot.)                                                                                          |
|         | 1A     | 1B     | 1Am    | 2Am    | 3Am    | P.I    | P.II   | P.III  | P.IV   | Vanaf 2016-17 zijn er 3 nationale en 2 regionale niveaus | Vanaf 2016-17 zijn er 3 nationale en 2 regionale niveaus | Vanaf 2016-17 zijn er 3 nationale en 2 regionale niveaus |
| 2016/17 |        |        |        |        |        |        | 6      |        |        | Tweede Prov. Limb. B                                     | 46                                                       | |
| 2017/18 |        |        |        |        |        |        | 7      |        |        | Tweede Prov. Limb. A                                     | 44                                                       | |
| 2018/19 |        |        |        |        |        |        | 3      |        |        | Tweede Prov. Limb. A                                     | 56                                                       | |
| 2019/20 |        |        |        |        |        |        | 10     |        |        | Tweede Prov. Limb. A                                     | 30                                                       | Vroegtijdig stopgezet wegens de Coronacrisis. |
| 2020/21 |        |        |        |        |        |        |        |        |        | Tweede Prov. Limb. A                                     |                                                          | Geschrapt wegens de Coronacrisis. |
| 2021/22 |        |        |        |        |        |        | 13     |        |        | Tweede Prov. Limb. A                                     | 33                                                       | |
| 2022/23 |        |        |        |        |        |        | 6      |        |        | Tweede Prov. Limb. A                                     | 50                                                       | |
| 2023/24 |        |        |        |        |        |        | 6      |        |        | Tweede Prov. Limb. B                                     | 45                                                       | |
| 2024/25 |        |        |        |        |        |        | 3      |        |        | Tweede Prov. Limb. B                                     | 52                                                       | Promotie via eindronde |
| 2025/26 |        |        |        |        |        |        |        |        |        | Eerste Prov. Limburg                                     |                                                          | |

## Erelijst
Beker van België
finalist (1): 1996